# Playwrights' Company
La Playwrights' Company, attiva dal 1938 al 1960, è stata una compagnia americana di produzioni teatrali.

## Storia
Fu fondata nel 1938 da Maxwell Anderson, S. N. Behrman, Sidney Howard, Elmer Rice e Robert E. Sherwood con l'intento di produrre le loro stesse opere. Anderson era frustrato dai produttori di Broadway, così come dai critici teatrali. Fissò l'intento della compagnia nel "creare per noi stessi un centro all'interno del teatro e possibilmente radunare il teatro nel suo insieme a nuovi livelli, stabilendo uno standard elevato nella scrittura e nella produzione". I fondatori non erano soddisfatti delle politiche della "Theatre Guild" che in precedenza era stata il loro principale produttore. Robert Anderson, il produttore Roger L. Stevens, Kurt Weill e l'avvocato John F. Wharton entrarono in seguito a far parte della compagnia. Divenne una grande società di produzione. Fu sciolta nel 1960, perché solo due dei fondatori erano ancora in vita: Behrman (che non ne faceva più parte) e Rice.

## Premio
Dopo la morte di Howard, quattro membri fondatori crearono in sua memoria il Sidney Howard Memorial Award. Il suo premio di 1500 dollari fu creato per incoraggiare nuovi autori. Per ricevere il premio, era necessario aver avuto almeno un'opera prodotta a Broadway in una stagione e aver avuto dei piccoli succerssi precedenti.

## Principali produzioni
- Abe Lincoln in Illinois (1938)
- Knickerbocker Holiday (1938)
- American Landscape (1938)
- No Time for Comedy (1939)
- Key Largo (1939)
- Two On An Island (1940)
- There Shall Be No Night (1940)
- Journey to Jerusalem (1940)
- Flight to the West (1940)
- The Talley Method (1941)
- Candle in the Wind (1941)
- The Eve of St. Mark (1942)
- The Pirate (1942)
- The Patriots (1943)
- A New Life (1943)
- Storm Operation (1944)
- The Rugged Path (1945)
- Dream Girl (1945)
- Truckline Cafe (1946)
- Joan of Lorraine (1946)
- Street Scene (1947)
- Anne of the Thousand Days (1948)
- The Smile of the World (1949)
- Lost in the Stars (1949)
- Darkness at Noon (1951)
- Not for Children (1951)
- The Fourposter (1951)
- Barefoot in Athens (1951)
- The Grand Tour (1951)
- Mr. Pickwick (1952)
- The Emperor's Clothes (1953)
- Tea and Sympathy (1953)
- Sabrina Fair(1953)
- In the Summer House (1953)
- The Winner (1954)
- Ondine (1954)
- All Summer Long (1954)
- The Traveling Lady (1954)
- The Bad Seed (1954)
- Cat on a Hot Tin Roof (1955)
- Once Upon A Tailor (1955)
- The Trojan War Will Not Take Place (1955)
- Tiger at the Gates (1955)
- The Ponder Heart (1956)
- The Lovers (1956)
- Small War on Murray Hill (1957)
- Time Remembered (1957)
- Nude With Violin (1957)
- The Rope Dancers (1957)
- The Country Wife (1957)
- Summer of the 17th Doll (1958)
- Present Laughter (1958)
- Howie (1958)
- Handful of Fire (1958)
- The Pleasure of His Company (1958)
- Edwin Booth (1958)
- Cue for Passion (1958)
- The Gazebo (1958)
- Look After Lulu! (1959)
- Juno (1959)
- Cherie (1959)
- Flowering Cherry (1959)
- Five Finger Exercise (1959)
- Silent Night, Lonely Night (1959)
- The Best Man (1960)